# Earle Meadows
Earle Elmer Meadows (Corinth, 29 de junho de 1913 – Fort Worth, 11 de novembro de 1992) foi um atleta e campeão olímpico norte-americano do salto com vara.
Em Berlim 1936 ele competiu e conquistou a medalha de ouro da prova com a marca de 4,35 m, recorde olímpico. No ano seguinte igualou o recorde mundial saltando 4,48 m e três semanas depois, junto com seu compatriota Bill Sefton, saltou 4,54 m em Los Angeles. Neste mesmo torneio a altura não pode ser aumentada por que a base da vara tinha chegado ao limite de altura. Em 1941 quebrou por duas vezes o recorde mundial indoor do salto com vara.
Depois de encerrar a carreira no atletismo, tornou-se dono de um negócio de compra e venda de instrumentos musicais.